# كازوتو ساكاموتو
كازوتو ساكاموتو (باليابانية: 阪本 一仁) (24 سبتمبر 1991 في كاشيهارا في اليابان – )؛ هو لاعب كرة قدم ياباني سابق كان يلعب كلاعب وسط.

## وصلات خارجية
- كازوتو ساكاموتو على موقع رابطة كرة القدم اليابانية للمحترفين (اليابانية)
- كازوتو ساكاموتو على موقع قاعدة بيانات كرة القدم.إي يو (الإنجليزية)
- كازوتو ساكاموتو على موقع Soccerway.com (الإنجليزية)